# Balkanhooibeestje
Het Balkanhooibeestje (Coenonympha rhodopensis) is een vlinder uit de onderfamilie Satyrinae van de familie Nymphalidae (aurelia's). De wetenschappelijke naam is voor het eerst geldig gepubliceerd in 1900 door Elwes.
De soort komt voor in Europa.
1. ↑  (en) Balkanhooibeestje op de IUCN Red List of Threatened Species.